# جامعة محمد خيضر-بسكرة

## مقدمة[2]
انطلق الموسم الجامعي 2010-2011 بجامعة محمد خيضر بسكرة بشكل جيد جدا في كل المستويات سواء البيداغوجية منها، الإدارية أو الخدماتية، وذلك نتيجة التحضيرات المكثفة التي سبقت ذلك وكذا تظافر كل الجهود لانجاحه، وأهم ما يميز الدخول الجامعي لهذه السنة مايلي:
- استلام 8000 مقعد بيداغوجي جديد في القطب الجامعي بشتمة خصصت لكلية الحقوق والعلوم السياسية وكلية العلوم الإنسانية والاجتماعية بمجموع 8095 طالبا
- تسجيل كل الطلبة الجدد بكلوريا 2010 في نظام lmd
- تسجيل 304 طالبا جديدا في تخصصين وطنيين (الري والفلاحة الصحراوية)
- إجراء مسابقات الماجستير في 6 تخصصات ومدرسة الدكتوراه للغة الفرنسية إذ التحق بها 55 طالبا جديدا، بحيث سيصل عدد طلبة ما بعد التدرج (ماجستير) 913 طالبا، إضافة إلى الطلبة المسجلين في الدكتوراه والذي يبلغ عددهم 1470 طالبا بالإضافة ولأول مرة تم فتح النظام الجديد التكوين في الطور الثالث دكتوراه lmd في 13 تخصص بمجموع 104 طالبا

## نبذة عن الجامعة[3]

### المرحلة الأولى: مرحلة المعاهد (1984 - 1992)
كانت المعاهد الوطنية تتمتع باستقلالية إدارية، بيداغوجية ومالية وتتكفل هيئة مركزية بالتنسيق بينها
1. المعهد الوطني للري (المرسوم 254-84 المؤرخ في 1984/08/18)
2. المعهد الوطني للهندسة المعمارية (المرسوم رقم 253-84 المؤرخ في 1984/08/05)
3. المعهد الوطني للكهرباء التقنية (المرسوم رقم 169-86 المؤرخ في 1986/08/18)

### المرحلة الثانية: مرحلة المركز الجامعي (1992 - 1998)
تحولت هذه المعاهد إلى مركز جامعي بمقتضى المرسوم رقم 295-92 في 1992/07/07، منذ عام 1992 تم فتح معاهد أخرى:
- معهد العلوم الدقيقة
- معهد العلوم الاقتصادية
- معهد الأدب العربي
- معهد الهندسة المدنية
- معهد الإلكترونيك
- معهد علم الاجتماع

### المرحلة الثالثة: مرحلة الجامعة (1998 - إلى يومنا هذا)
بصدور المرسوم رقم 219-98 المؤرخ في 1998/07/07 تحول المركز الجامعي إلى جامع تضم ثلاث كليات.
تم في 2004/08/24 صدور المرسوم التنفيذي رقم 255-04 المعدل للمرسوم التنفيذي رقم 219-98 المؤرخ في 1998/07/07 والمتضمن إنشاء جامعة بسكرة، المعدل بحيث أصبحت الجامعة تتكون من ست كليات هي:
1. كلية العلوم والتكنولوجيا
2. كلية العلوم الإنسانية
3. كلية الحقوق والعلوم السياسية
4. كلية العلوم الاقتصادية والتسيير
5. كلية الاداب
6. كلية العلوم الدقيقة

### الوضعية الحالية
ثم جاء المرسوم التنفيذي رقم 90-09 المؤرخ في 21 صفر 1430 هـ الموافق لـ 17 فيفري 2009، الذي يعدل ويتمم المرسوم التنفيذي رقم 219-98 المؤرخ في 1998/07/07 وأصبحت الجامعة تتكون من ستة كليات هي:
1. كلية العلوم الدقيقة وعلوم الطبيعة والحياة
2. كلية العلوم والتكنلوجيا
3. كلية الحقوق والعلوم السياسية
4. كلية العلوم الإنسانية والاجتماعية
5. كلية العلوم الاقتصادية والتجارية وعلوم التسيير
6. كلية الآداب واللغات
7. معهد علوم وتقنيات النشاطات البدنية والرياضية

كما عدل المرسوم التنفيذي المادة 4 من المرسوم التنفيذي رقم 219-98 بحيث أصبحت تضم مديرية الجامعة زيادة على الآمانة العامة والمكتبة المركزية أربع نيابات مديرية تكلف على التوالي بالميادين الآتية:
- نيابة مديرية الجامعة للتكوين العالي في التدرج والتكوين المتواصل والشهادات
- نيابة مديرية الجامعة للتكوين العالي في ما بعد التدرج والتأهيل الجامعي والبحث العلمي
- نيابة مديرية الجامعة للعلاقات الخارجية والتعاون والتنشيط والاتصال والتظاهرات العلمية
- نيابة مديرية الجامعة للتنمية والاستشراف والتوجيه

## الكليات[4]
|                                                | عدد الطلبة       | عدد الطلبة | عدد الطلبة | عدد الطلبة           | عدد الطلبة  | عدد الطلبة    | عدد الطلبة | عدد الطلبة المتخرجين 2009-2010 | عدد الأقسام | عدد الأستاذة |
| الطلبة الجدد                                   | التدرج الكلاسيكي | التدرج lmd | ماستر      | ما بعد التدرج كلاسيك | دكتوراه lmd | المجموع الكلي |            | عدد الطلبة المتخرجين 2009-2010 | عدد الأقسام | عدد الأستاذة |
| كلية العلوم الدقيقة وعلوم الطبيعة والحياة      | 1190             | 807        | 1928       | 688                  | 397         | 28            | 5038       | 778                            | 06          | 229          |
| كلية العلوم والتكنلوجيا                        | 1397             | 1198       | 1804       | 473                  | 661         | 14            | 5547       | 923                            | 06          | 242          |
| كلية الحقوق والعلوم السياسية                   | 311              | 1163       | 1783       | 116                  | 152         | -             | 3525       | 781                            | 02          | 74           |
| كلية العلوم الإنسانية والاجتماعية              | 1247             | 930        | 2016       | 340                  | 199         | 22            | 4754       | 754                            | 03          | 107          |
| كلية العلوم الاقتصادية والتجارية وعلوم التسيير | 510              | 1191       | 995        | 393                  | 303         | 40            | 3432       | 706                            | 02          | 114          |
| كلية الآداب واللغات                            | 1198             | 2178       | 2825       | 388                  | 320         | -             | 6909       | 1526                           | 02          | 120          |
| المجموع                                        | 5853             | 7467       | 11351      | 2398                 | 2032        | 104           | 29205      | 5468                           | 21          | 886          |
| ---------------------------------------------- | ---------------- | ---------- | ---------- | -------------------- | ----------- | ------------- | ---------- | ------------------------------ | ----------- | ------------ |

## التوظيف في الجامعة[5]
سيتم توظيف 100 أستاذ مساعد (صنف ب) بعنوان السنة الجامعية 2010. وسيصل عدد الأساتذة بعد هذه العملية إلى 986 أستاذا.
ولتدعيم التأطير الإداري سيتم توظيف 40 موظفا إداريا في مختلف الرتب والاختصاصات، ليصل العدد الإجمالي للموظفين الإداريين وعمال المصالح إلى 808 موظفا دائما.
يعود الفضل في نجاح هذا الدخول الجامعي إلى وقوف كل مسؤولي الجامعة في كل المستويات (رئيس الجامعة، نواب رئيس الجامعة، الأمين العام، عماد الكليات، المدير الولائي للخدمات الجامعية، رؤساء الأقسام، مسؤولي المصالح المركزية وفي الكليات ومدراء الاقامات). وتثمن المساهمة الجادة في هذا الدخول الجامعي الدعم والحضور الدائم لكل السلطات الولائية والمحلية والمديريات التنفيذية.